# Speicher
Speicher é uma comuna da Suíça, no Cantão Appenzell Exterior, com cerca de 3.963 habitantes. Estende-se por uma área de 8,21 km², de densidade populacional de 483 hab/km². Confina com as seguintes comunas: Bühler, Eggersriet (SG), Rehetobel, San Gallo (Sankt Gallen) (SG), Teufen, Trogen.
A língua oficial nesta comuna é o Alemão.